# Слим, Карлос
Ка́рлос Слим Элу́ (исп. Carlos Slim Helú, 28 января 1940, Мехико) — мексиканский бизнесмен ливанского происхождения, сын эмигрантов-маронитов из Ливана. Миллиардер, один из богатейших людей планеты. 
По данным «Форбс», с 2010 по 2013 год являлся самым богатым человеком в мире. В рейтинге миллиардеров 2016 года Карлос Слим Элу находится на втором месте, его финансовое состояние оценивается в 50 млрд долларов США, при том, что за год он потерял 27 млрд.. Финансовое состояние основано на коммуникационной индустрии: Teléfonos de México, Altria Group (ранее директор Philip Morris), Telcel и América Móvil. Основным активом предпринимателя является холдинговая компания Grupo Carso, контролирующая ряд крупных мексиканских компаний.
Родился 28 января 1940 года в Мехико. Пятый ребёнок в семье ливанского беженца и дочери преуспевающего ливанского торговца. Его отец — Халиль Салим Хаддад, — желая избежать призыва в османскую армию, приехал в Мексику в 1902 году, где сменил имя на Хулиан Слим. Фамилия матери — Элу (см. испанское имя).
Хулиан владел деловой хваткой и занялся на новом месте бизнесом, а позднее, в 1950 году, он приобрел недвижимость в деловой части Мехико и открыл универсам. Ему удалось создать успешный торговый бизнес. В этом бизнесе стали работать все шестеро детей Хулиана, от которых он требовал «преданности, таланта и усердия». Взамен дети получали недетские карманные деньги, которыми учились «управлять», начиная с первого класса школы. Карлосу повезло с деловым чутьем. С благословения отца он стал заниматься биржевым инвестированием, и уже в семнадцать лет, освоив правила инвестирования, он сделал свой первый миллион.
Карлос, продолжая с успехом заниматься инвестированием, успевал учиться на факультете гражданского строительства в Национальном автономном университете Мексики. На последних курсах он даже преподавал линейное программирование и алгебру в других потоках. После того как в 1961 году Карлос Слим получил диплом, по профессии работать не стал.

## Филантропия
Карлос Слим является одним из крупнейших в мире филантропов. Им учреждён Фонд Карлоса Слима, который финансирует образовательные, культурные и медицинские проекты в Мексике. В марте 2011 года при участии фонда был открыт Музей Соумайя (исп. Museo Soumaya), в экспозиции которого представлены сокровища мировой культуры.